# خارج از فصل
«خارج از فصل» داستان کوتاهی نوشته ارنست همینگوی است که اولین بار در سال ۱۹۲۳ در پاریس در کتاب «سه داستان و ده شعر» منتشر شد. در مجموعه داستان های بعدی او، در زمان ما، که در سال ۱۹۲۵ در نیویورک  منتشر شد، گنجانده شد. داستان در ایتالیا، در مورد یک زن و شوهر آمریکایی است که با یک راهنمای محلی، روز را به ماهیگیری می گذرانند.

## منبع
https://en.wikipedia.org/wiki/Out_of_Season_(short_story)